# 押戻

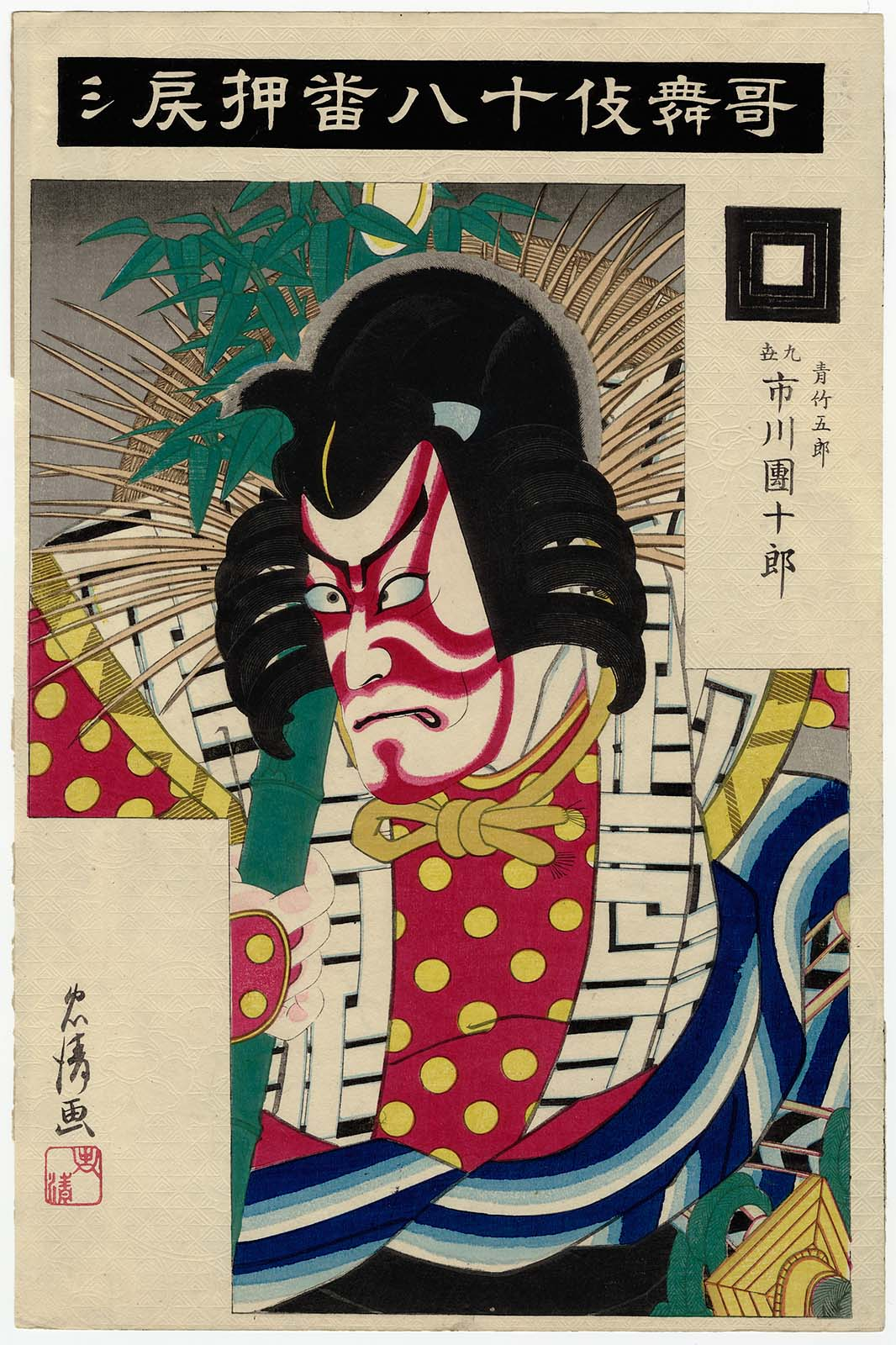
九代目市川團十郎の青竹五郎

押戻（おしもどし）は、歌舞伎における話型の一にして荒事芸の一。また歌舞伎十八番の一つにも数えられている。享保12年(1727年)、江戸中村座の『国性爺竹抜五郎』（こくせんや・たけぬき-ごろう）において二代目市川團十郎が勤めた曾我五郎が初出か。
主人公が紅筋隈、鋲打ちの胴着、菱皮鬘、三本太刀の格好に、竹の子笠・蓑を身につけ、大青竹をかかえて登場し、悪霊・怨霊などが花道に来ようとするのを本舞台に押しもどす、といった内容。
現在では『鳴神』や『娘道成寺』の最後に押戻が登場する（ただし型による）。また押戻単独の演目としては、1934年に五代目市川三升が復活上演（岡鬼太郎脚本）したものがある。